# 김병내
김병내(金丙乃, 1973년 5월 16일~)는 대한민국의 정치인이다. 제9·10대 광주 남구청장이다. 2018년 선거에서 당선되었으며, 2022년 재선되었다.

## 학력
- 염산국민학교 졸업
- 영광염산중학교 졸업
- 조선대학교 부속고등학교 졸업
- 광주대학교 경제학 학사
- 전남대학교 행정대학원 석사과정 수료

## 경력
- 광주대학교 총학생회장
- 광주전남지역대학 총학생회협의회 의장
- 시민의 힘 운영위원
- 국회의원 강운태 의원실 보좌관
- 광주광역시청 직소민원실장
- 더불어민주당 중앙당 부대변인
- 2017.04~2017.05: 제19대 대통령선거 더불어민주당 문재인 후보 중앙선거대책위원회 조직운영지원팀 팀장
- 2017.07~2018.03: 대통령비서실 정무수석실 행정관
- 포럼광주 공동대표
- 포럼광주 자치분권위원회 위원장
- 2018.07~: 제9·10대 광주광역시 남구청장(재선, 민선 7·8기)
- 2022.07~2024.06: 광주 구청장·군수협의회장
- 2022.09~2024.06: 대한민국 시장·군수·구청장 협의회 공동 부회장
- 2023.03~: 전국남북교류협력지방정부협의회 상임공동대표
- 2024.07~: 지속가능관광 지방정부협의회
- 2024.10~: 참좋은지방정부협의회 수석부회장
- 2024.10~: 기본소득지방정부협의회 부회장
- 2025.05~: 더불어민주당 사회적경제위원회 부위원장

## 역대 선거 결과
|  | 19.54% |

|  | 68.85% |

|  | 84.06% |

| 전임 최영호 | 제9·10대 광주광역시 남구청장(민선) 2018년 7월 1일~ |  |